# Neocnemodon calcarata
Neocnemodon calcarata là một loài ruồi trong họ Ruồi giả ong (Syrphidae). Loài này được Loew mô tả khoa học đầu tiên năm 1866. Neocnemodon calcarata phân bố ở miền Tân bắc